# Hersch Ostropoler
Hersch Ostropoler (geboren nach 1750 in Balta; gestorben nach 1800 in Międzyborz, Podolien; jiddisch הערשעלע אסטראפאלער, transkribiert Herschele Ostropolier, auch Herschel Ostrapolier, Hirsch Ostropoler etc.) war ein jüdischer Spaßmacher, Komiker und Narr. Sein Witz und seine Späße wurden Bestandteil der ostjüdischen Folklore. Informationen über sein Leben und Werk beruhen nur auf mündlicher Überlieferung, seine historische Existenz ist aber nicht zweifelhaft.
Ostropolers Name leitet sich von der einst polnischen Stadt Ostropol in der heutigen Ukraine ab, wo er längere Zeit als Schochet (ritueller Schlächter) lebte, bis die Gemeindeoberhäupter ihn seines losen Mundwerks wegen entließen. Danach zog er ohne festen Wohnsitz durch die Schtetlech von Podolien und gab in den Wirtshäusern seine Schwänke zum Besten. Opfer seiner mitunter recht boshaften Streiche nach der Art des Till Eulenspiegel waren unwissende Juden und einfältige Bauern. Gelegentlich soll er auch den Chelmer Narren arg mitgespielt haben.
Eine Zeit lang lebte er am Hofe des Baruch Toltschiner (= Baruch aus Tulczyn, 1780–1810), um den dortigen als gemütskrank beschriebenen Rabbi aufzuheitern.
Seine Geschichten wurden sowohl mündlich als auch schriftlich bis in die Mitte des 20. Jahrhunderts in Polen und Russland in zahlreichen Überlieferungen weitererzählt. Literarischen Niederschlag fand Ostropolers Leben und Wirken daneben in Gedichten von Ephraim Auerbach und Itzik Manger, in einer Novelle von Isaak Judah Trunk (1879–1939) und in den Komödien von Jakob Gershenson und der um 1930 von der Wilnaer Theatertruppe gespielten Komödie des Moshe Lifshits.
Chajim Bloch berichtet, dass er die Streiche und Anekdoten über Ostropoler von Eljukim Götz Krummfuß (Krzywynogy) aus Radom überliefert bekommen habe. Für die Richtigkeit übernahm derselbe die Haftung, mit dem Hinweis, dass er das wiedergab, was er von seinem Großvater, der ein Zeitgenosse Hersch Ostropolers war, gehört habe.
Ostropoler war ein Urenkel des Kabbalisten Rabbi Samson Ostropoler (gest. 1648).